# Ophiopaepale diplax
Ophiopaepale diplax är en ormstjärneart som först beskrevs av Nielsen 1932.  Ophiopaepale diplax ingår i släktet Ophiopaepale och familjen Ophiodermatidae. Inga underarter finns listade i Catalogue of Life.